# 조 코커
조 코커(영어: Joe Cocker, OBE, 1944년 5월 20일 ~ 2014년 12월 22일)는 영국의 가수이다. 특유의 거친 음색으로 저명한 블루아이드 소울 음악가 중 하나로 손꼽힌다.
1967년에 그리스 밴드(The Grease Band)를 결성했고, 〈Delta Lady〉와 〈She Came In Through The Bathroom Window〉가 인기를 얻었다. 이후 순회 공연도 진행했고, 실황 음반에 〈The Letter〉 등 여러 인기곡을 수록하며 전성기를 이루었다. 특히 1969년 우드스톡 페스티벌 무대에 올라 비틀즈의 〈With a Little Help from My Friends〉를 불러 큰 반향을 일으켰다.
1974년작 〈You Are So Beautiful〉은 특히 큰 인기를 끌었으며, 1982년 영화 《사관과 신사(An Officer and a Gentleman)》의 사운드트랙으로 제니퍼 원스와 함께 부른 〈Up Where We Belong〉으로 1983년 그래미상을 받기도 했다.
1992년에는 베스트 음반 《The Best of Joe Cocker》에서 엘튼 존의 〈Don't Let the Sun Go Down on Me〉와 〈Sorry Seems to Be the Hardest Word〉를 커버해 실어 인기를 얻었다.
2014년 12월 22일에 폐암으로 별세했다.

## 음반 목록

### 스튜디오 음반
- With a Little Help from My Friends (1969)
- Joe Cocker! (1969)
- Joe Cocker (1972/EU: 1973)
- I Can Stand a Little Rain (1974)
- Jamaica Say You Will (1975)
- Stingray (1976)
- Luxury You Can Afford (1978)
- Sheffield Steel (1982)
- Civilized Man (1984)
- Cocker (1986)
- Unchain My Heart (1987)
- One Night of Sin (1989)
- Night Calls (1991/US: 1992)
- Have a Little Faith (1994)
- Organic (1996)
- Across from Midnight (1997)
- No Ordinary World (1999/US: 2000)
- Respect Yourself (2002)
- Heart & Soul (2004/US: 2005)
- Hymn for My Soul (2007/US: 2008)
- Hard Knocks (2010/US: 2012)
- Fire It Up (2012)

## 서훈
- 2007년 대영 제국 훈장 4등급(OBE) 수훈[1]

## 참고 문헌